# Ти (музичка група)
Ти је српска музичка група из Београда. Представља се као психоделични електро поп дуо.

## Чланови
- Илија Дуни [а] — синтесајзер, гитара, бас-педале, вокал
- Трајче Николовски — електронски бубањ, вокал

## Дискографија

### Студијски албуми
- Видимо се! (2014)
- Живот у двоје (2015)

### издања
- Колико дана (2013)

### Учешћа на компилацијама
- Бистро на рубу шуме вол. 2 (2013) — песма Да ти желим добра јутра
- Компот берба 2014. (2015) — песма Ке изгорам
- Од другата страна (2015) — песма Истата состојба
- Јутро ће променити све — музика из серије (2018) — песма То су само речи